# Autoportrait en joueuse de luth
Autoportrait en joueuse de luth est un tableau de l'artiste italienne Artemisia Gentileschi réalisé vers 1615-1618. Cette huile sur toile est un autoportrait dans lequel l'artiste se figure vêtue d'une robe bleue, coiffée d'un turban et un luth dans les mains, à mi-corps devant un fond neutre. L'œuvre est conservée au Wadsworth Atheneum, à Hartford, dans le Connecticut, aux États-Unis.

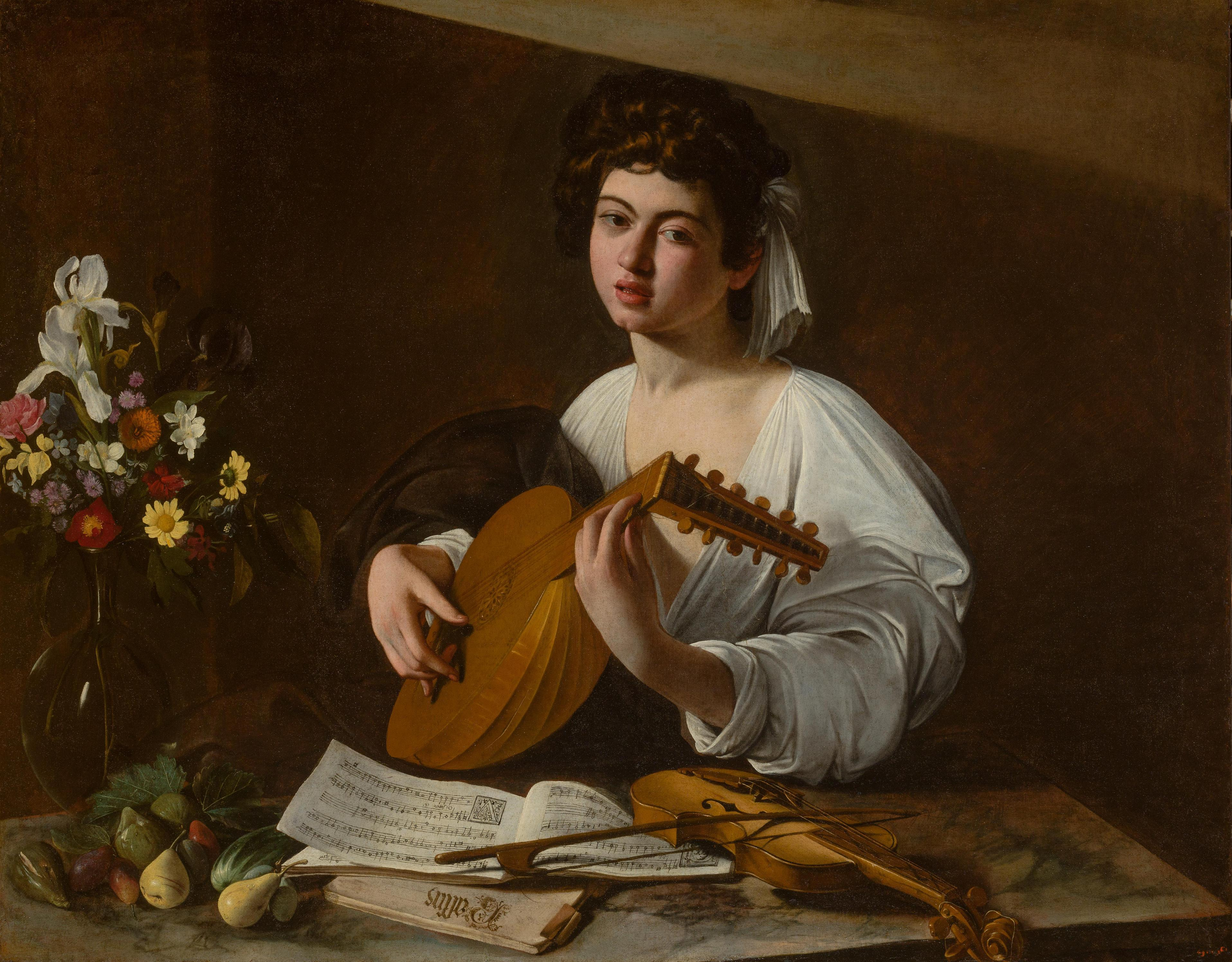
Le Caravage, Le Joueur de luth, 1595-1596 – Musée de l'Ermitage, Saint-Pétersbourg.
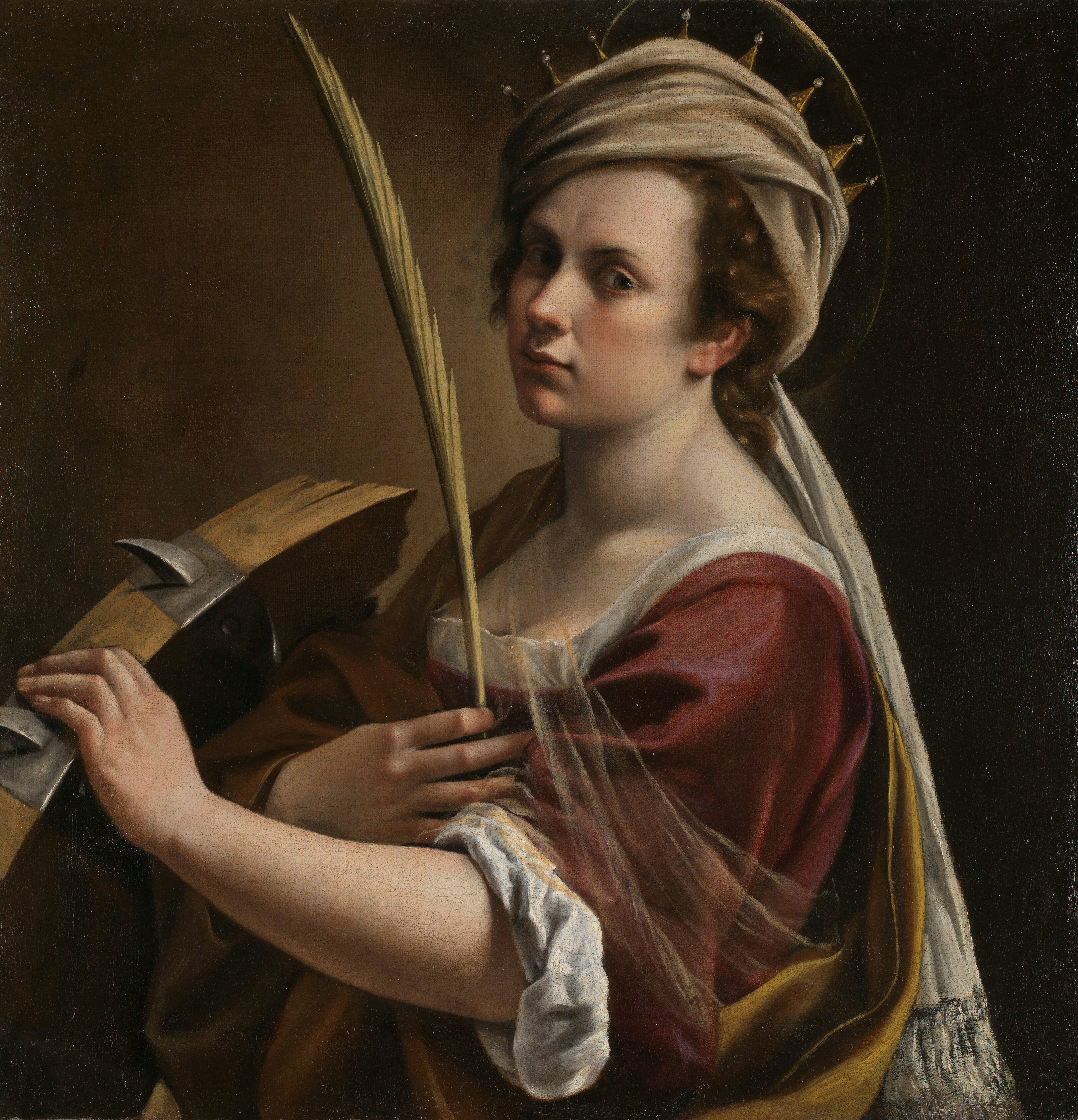
Artemisia Gentileschi, Autoportrait en sainte Catherine d'Alexandrie, vers 1615-1617 – National Gallery, Londres.